# 社会システム科学部
社会システム科学部（しゃかいしすてむかがくぶ; Faculty of Social Systems Science）は、大学の学部の一つ。
社会システム科学を中心とする学問領域の教育、研究などがなされる。授与する学位の代表例は学士（経営情報科学）。
2001年4月に千葉工業大学が日本で初となる社会システム科学部を設置したが、2024年に募集停止。学科には、経営情報科学科、プロジェクトマネジメント学科を開設していた。

## 概要
社会科学に関する学問領域を対象にする学部であるが、システムに見られる法則性に基づき経営学・環境・生産・情報・金融・リスク・社会現象に見られる類型性に関心を持つことが特徴であった。この点が同じ分野を対象とするうちでも社会学部・経済学部・商学部・工学部のように応用的で、その成果の人間との関わり合いに関心が置かれる学部との相違点である。したがって教育課程と研究の内容は社会学部・経済学部・商学部などの伝統的な社会学の教育、研究を行う学部とは異なる点でまた学際的な領域でありながら、対象の分析の方法としてシステムに見られる法則性に基づいた科学的方法を用いることから、社会学系の学部としてよりも理工学系の学部として見られることが多かった。
学科により異なるが教育職員免許状に必要な科目を履修することで、数学、情報などの中学校及び高等学校一種教員免許を取得可能であった。
大学院の研究科として、社会システム科学研究科が千葉工業大学に設置されている。

## 学問領域
社会システム科学が対象にする学問の範囲は学際的であることから、その専門領域は幾つかの分野に分けて述べられることが多い。その分類の方法は様々である。

## 社会システム科学部をおく日本の大学
- 千葉工業大学（2024年に募集停止）